# Свеа (аэропорт)
Аэропорт Свеа (норв. Svea lufthavn) — аэропорт, обслуживающий полярный архипелаг Шпицберген, располагающийся в населённом пункте Свеагрува. Владельцем и эксплуатантом аэропорта является норвежская угледобывающая компания «Store Norske Spitsbergen Kulkompani».
Аэропорт принимает примерно 25 чартерных рейсов авиакомпании «Lufttransport» из Лонгйира. Используется в основном сотрудниками компании Store Norske, работающими в Свеагруве и проживающими в Лонгйире.